# Otroeopsis affinis
Otroeopsis affinis – gatunek chrząszcza z rodziny kózkowatych. Został opisany przez Breuninga w 1939 roku.